# Atatürk Orman Çiftliği
Das Atatürk Orman Çiftliği ve Hayvanat Bahçesi (früher auch Orman Çiftliği und Gazi Orman Çiftliği) ist ein ausgedehntes Erholungs- und Agrargebiet in der türkischen Hauptstadt Ankara, das mehrere kleine landwirtschaftliche Betriebe, Gewächshäuser, Restaurants, eine Molkerei und eine Kelterei enthält. Es wurde 1925 von Staatsgründer Mustafa Kemal Atatürk als Waldfarm eröffnet; 1933 kam auch ein Tiergarten hinzu. 1936 bis 1937 wurde der Park vom österreichischen Architekten Ernst Arnold Egli erweitert. Das Atatürk Orman Çiftliği steht heute unter der Verwaltung des türkischen Landwirtschaftsministeriums.

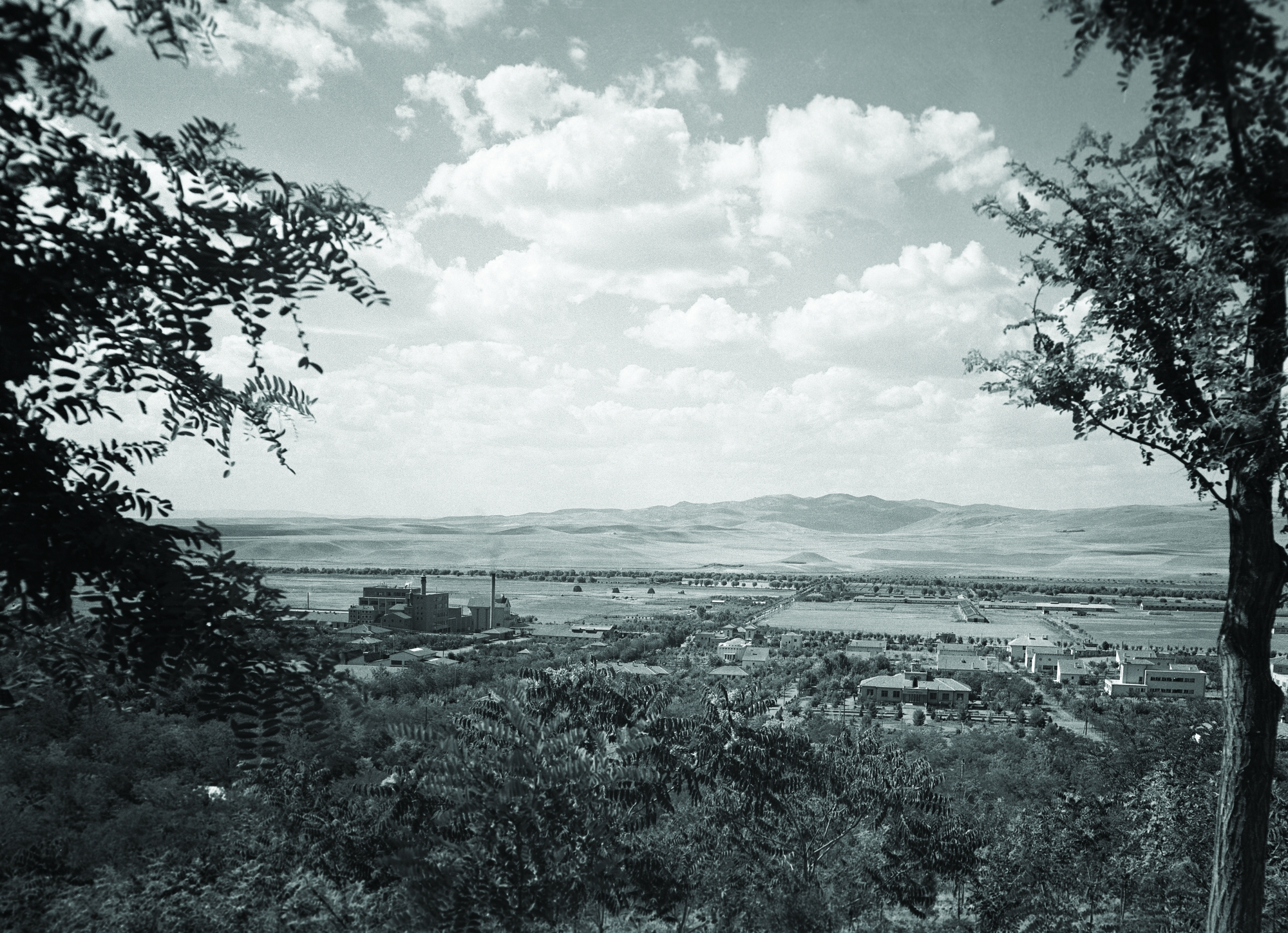
Atatürk-Waldfarm 1939

## Waldfarm
Das Atatürk Orman Çiftliği wurde im Jahre 1925 von Staatsgründer Atatürk als Privatbetrieb errichtet. Im Jahre 1937 vermachte er den Betrieb dem türkischen Staat. Auf dem Gelände ist eine exakte Nachbildung von Atatürks Geburtshaus zu sehen.
Besucher können in einem traditionellen Restaurant (Merkez Lokantası) die Produkte der Farm kosten, wie Saft, frische Milchprodukte, Eiskrem und auf Holzkohle gebratene Fleischrollen und Kebab. Auch andere Gastwirtschaften sind vorhanden.
Auf dem Gelände wurde bis 1988 der Türkische Staatsfriedhof angelegt, auch der von  Staatspräsident Erdoğan trotz fehlender Baugenehmigung erbaute und 2014 eröffnete Präsidentschaftspalast befindet sich hier.

## Tiergarten
Auf dem Gelände des Atatürk Orman Çiftliği befand sich früher der Ankaraner Tiergarten (Ankara Hayvanat Bahçesi). Dieser war ein 32 Hektar großer zoologischer Garten, der im Jahre 1933 gegründet wurde – zu seiner Zeit der größte zoologische Garten des Landes. Der zoologische Garten beherbergte einige Großkatzen, verschiedene Vögel, Affen, Huftiere und Schlangen sowie ein größeres Aquarium. Er züchtete und verkaufte auch Angorakatzen. Im Zuge der Errichtung des Cumhurbaşkanlığı Sarayı wurde der Zoo aufgelöst. Ein Zoo für Haustiere befindet sich in der zur Großstadtkommune Ankara gehörigen Gemeinde Sincan.

## Zwischenfälle
- Am 25. Dezember 1951, nur einen Tag später, stürzte ein Transportflugzeug des Typs Douglas DC-3/C-47A-80-DL der türkischen Luftstreitkräfte (Luftfahrzeugkennzeichen CBK-20) auf dem Weg vom Militärflugplatz Ankara-Etimesgut nach Istanbul im Park Atatürk Orman Çiftliği ab. Alle 6 Insassen, Besatzungsmitglieder und Passagiere, wurden getötet. Der Unfall war vermutlich auf Vereisung zurückzuführen. Das Flugzeug wurde zerstört.[6]